# Elizabeth Olsen
Elizabeth Chase Olsen (Los Angeles, 16 febbraio 1989) è un'attrice statunitense.
Sorella minore delle gemelle Mary-Kate e Ashley Olsen, ha ottenuto un grande successo di critica per La fuga di Martha, thriller drammatico indipendente per il quale è stata nominata al Critics' Choice Movie Award e agli Independent Spirit Awards come migliore attrice. Ha poi ottenuto il successo internazionale per la sua interpretazione di Wanda Maximoff / Scarlet Witch nei film del Marvel Cinematic Universe, tra cui Avengers: Age of Ultron, Captain America: Civil War, Avengers: Infinity War, Avengers: Endgame e Doctor Strange nel Multiverso della Follia, riprendendo poi il ruolo nella serie WandaVision, con la quale si è guadagnata una candidatura al Golden Globe e al Premio Emmy.

## Biografia
Nata a Sherman Oaks, in California, è figlia della manager Jarnette Jones e dell'agente immobiliare e banchiere ipotecario David Olsen, di origini norvegesi. È la sorella minore delle gemelle Mary-Kate e Ashley Olsen, diventate attrici televisive e cinematografiche da bambine. Ha anche un fratello maggiore, un fratellastro e una sorellastra minore. I suoi genitori divorziarono nel 1996.
Sin da bambina ha ricevuto lezioni di danza e canto. Ha frequentato la Campbell Hall School di North Hollywood, sin dall'asilo per poi diplomarsi nel 2007. Dopo la laurea, si è iscritta alla Tisch School of the Arts dell'Università di New York. Nel 2009 ha trascorso un semestre di studio a Mosca presso il Teatro d'Arte di Mosca, seguendo il programma MATS presso l'Eugene O'Neill Theatre Center.

### Carriera
Ha cominciato a recitare quando aveva cinque anni e ha preso parte a due produzioni delle sorelle Mary-Kate e Ashley, tra cui dei piccoli ruoli in Due gemelle nel Far West e nella serie Le avventure di Mary-Kate e Ashley. Ha quasi smesso di recitare a causa della frenesia dei media legata al disturbo alimentare di sua sorella Mary-Kate. Nel 2011, ha recitato nel film indipendente La fuga di Martha, pellicola thriller in cui interpreta una donna mentalmente provata dopo la permanenza forzata in una setta. Il film e la performance dell'attrice hanno riscosso il plauso della critica sin dall'anteprima al Sundance Film Festival. Il ruolo di Martha le fa ottenere, una candidatura come miglior interprete emergente ai Gotham Independent Film Awards e una candidatura come miglior attrice protagonista ai Critics' Choice Movie Awards e agli Independent Spirit Awards. Nello stesso anno è protagonista dell'horror Silent House, remake del film uruguaiano La casa muta. La pellicola ottenne delle recensioni contrastanti, ma la sua performance venne particolarmente elogiata. Nel 2012 ha preso parte al film drammatico Red Lights al fianco di Robert De Niro e Cillian Murphy e nella commedia Liberal Arts diretta da Josh Radnor.
Nel gennaio del 2013, ottiene una candidatura ai British Academy Film Awards come miglior stella emergente. Lo stesso anno recita in Oldboy, remake americano del film omonimo sudcoreano, al fianco di Josh Brolin. Successivamente ha interpretato Edie Parker, la prima moglie del romanziere Jack Kerouac, nel film biografico Giovani ribelli - Kill Your Darlings, e il ruolo principale nel film In Secret, un adattamento del romanzo Teresa Raquin di Émile Zola. Nel 2014 ha recitato nel reboot di Godzilla, al fianco di Aaron Taylor-Johnson e Bryan Cranston. Lo stesso anno recita assieme a Dakota Fanning nella pellicola drammatica Very Good Girls.
Nel 2015 ha preso parte all'interno del Marvel Cinematic Universe, con il film Avengers: Age of Ultron interpretando il personaggio di Wanda Maximoff. È apparsa per la prima volta in una breve sequenza dopo i titoli di coda nel film Captain America: The Winter Soldier. Ha poi ripreso il ruolo in Captain America: Civil War, Avengers: Infinity War e Avengers: Endgame. Sempre nel 2015 partecipa al film biografico I Saw the Light, in cui interpreta Audrey Williams, moglie e manager del cantante Hank Williams. Nel 2017 è co-protagonista con Jeremy Renner in I segreti di Wind River, pellicola che ha segnato l'esordio alla regia di Taylor Sheridan. Ha, inoltre, interpretato un ruolo da protagonista con Aubrey Plaza nel film Ingrid va a ovest.
Nel 2018 produce e interpreta la protagonista della serie Sorry for Your Loss, distribuita su Facebook Watch. La sua performance è stata elogiata della critica come "sbalorditiva", "disciplinata e tagliente", oltre che "astutamente simpatica". Per il ruolo di Leigh Shaw ha ricevuto una candidatura ai Critics Choice Television Awards come miglior attrice in una serie drammatica. La serie è poi stata cancellata a gennaio 2020 dopo due stagioni. Nel 2021 torna a interpretare Wanda Maximoff, nella serie WandaVision al fianco di Paul Bettany, distribuita su Disney+. Il ruolo le vale il plauso della critica e la prima candidatura ai Golden Globe, al Premio Emmy come miglior attrice in una mini-serie o film per la televisione. Riprende, inoltre, i panni del personaggio come villain nel film Doctor Strange nel Multiverso della Follia, diretto da Sam Raimi, uscito il 6 maggio 2022.

## Vita privata
Atea da quando aveva 13 anni, ha avuto una relazione con l'attore Boyd Holbrook da settembre 2012 a gennaio 2015. Nel 2019 si è fidanzata con il musicista Robbie Arnett, membro della band statunitense Milo Greene, che ha sposato nel 2021.

## Filmografia

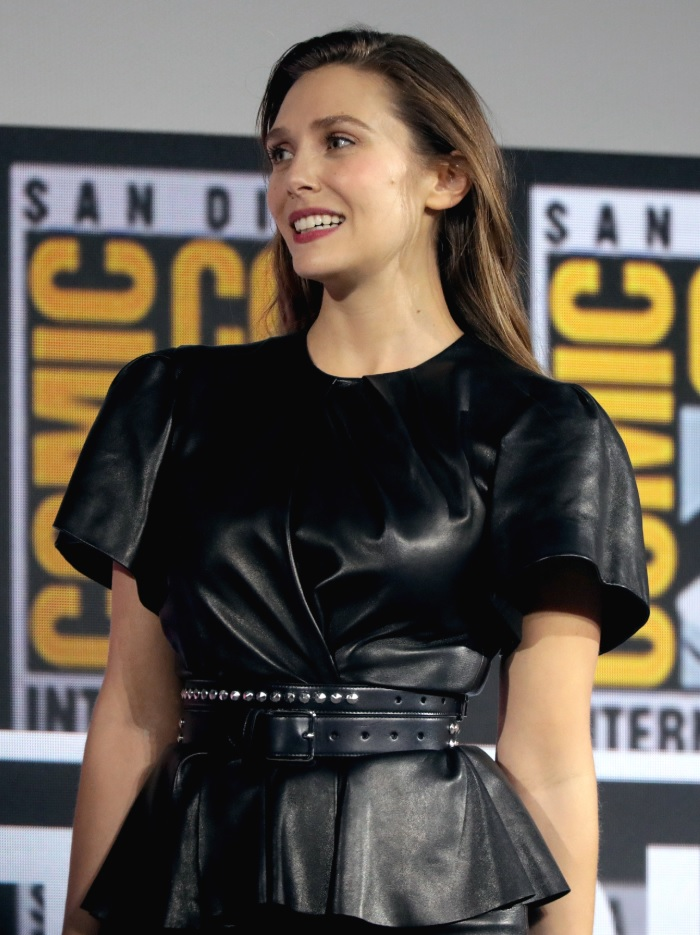
Elizabeth Olsen al San Diego Comic-Con International nel 2019

### Attrice

#### Cinema
- Silent House, regia di Chris Kentis e Laura Lau (2011)
- La fuga di Martha (Martha Marcy May Marlene), regia di Sean Durkin (2011)
- Peace, Love & Misunderstanding, regia di Bruce Beresford (2012)
- Red Lights, regia di Rodrigo Cortés (2012)
- Liberal Arts, regia di Josh Radnor (2012)
- Giovani ribelli - Kill Your Darlings (Kill Your Darlings), regia di John Krokidas (2013)
- Very Good Girls, regia di Naomi Foner (2013)
- In Secret, regia di Charlie Stratton (2013)
- Oldboy, regia di Spike Lee (2013)
- Captain America: The Winter Soldier, regia di Anthony e Joe Russo (2014) – cameo
- Godzilla, regia di Gareth Edwards (2014)
- Avengers: Age of Ultron, regia di Joss Whedon (2015)
- I Saw the Light, regia di Marc Abraham (2015)
- Captain America: Civil War, regia di Anthony e Joe Russo (2016)
- I segreti di Wind River (Wind River), regia di Taylor Sheridan (2017)
- Ingrid va a ovest (Ingrid Goes West), regia di Matt Spicer (2017)
- Kodachrome, regia di Mark Raso (2017)
- Avengers: Infinity War, regia di Anthony e Joe Russo (2018)
- Avengers: Endgame, regia di Anthony e Joe Russo (2019)
- Doctor Strange nel Multiverso della Follia (Doctor Strange in the Multiverse of Madness), regia di Sam Raimi (2022)
- His Three Daughters, regia di Azazel Jacobs (2023)
- The Assessment - La valutazione (The Assessment), regia di Fleur Fortuné (2024)
- Eternity, regia di David Freyne (2025)

#### Televisione
- Due gemelle nel Far West (How the West Was Fun), regia di Stuart Margolin – film TV (1994)
- The Adventures of Mary-Kate & Ashley – serie TV, 4 episodi (1994-1996)
- Sorry for Your Loss – serie TV, 20 episodi (2018-2019)
- WandaVision, regia di Matt Shakman – miniserie TV, 9 puntate (2021)
- Love & Death, regia di Lesli Linka Glatter e Clark Johnson – miniserie TV, 7 puntate (2023)

### Doppiatrice
- What If...? - serie animata, 2 episodi (2023)

## Riconoscimenti
- Golden Globe

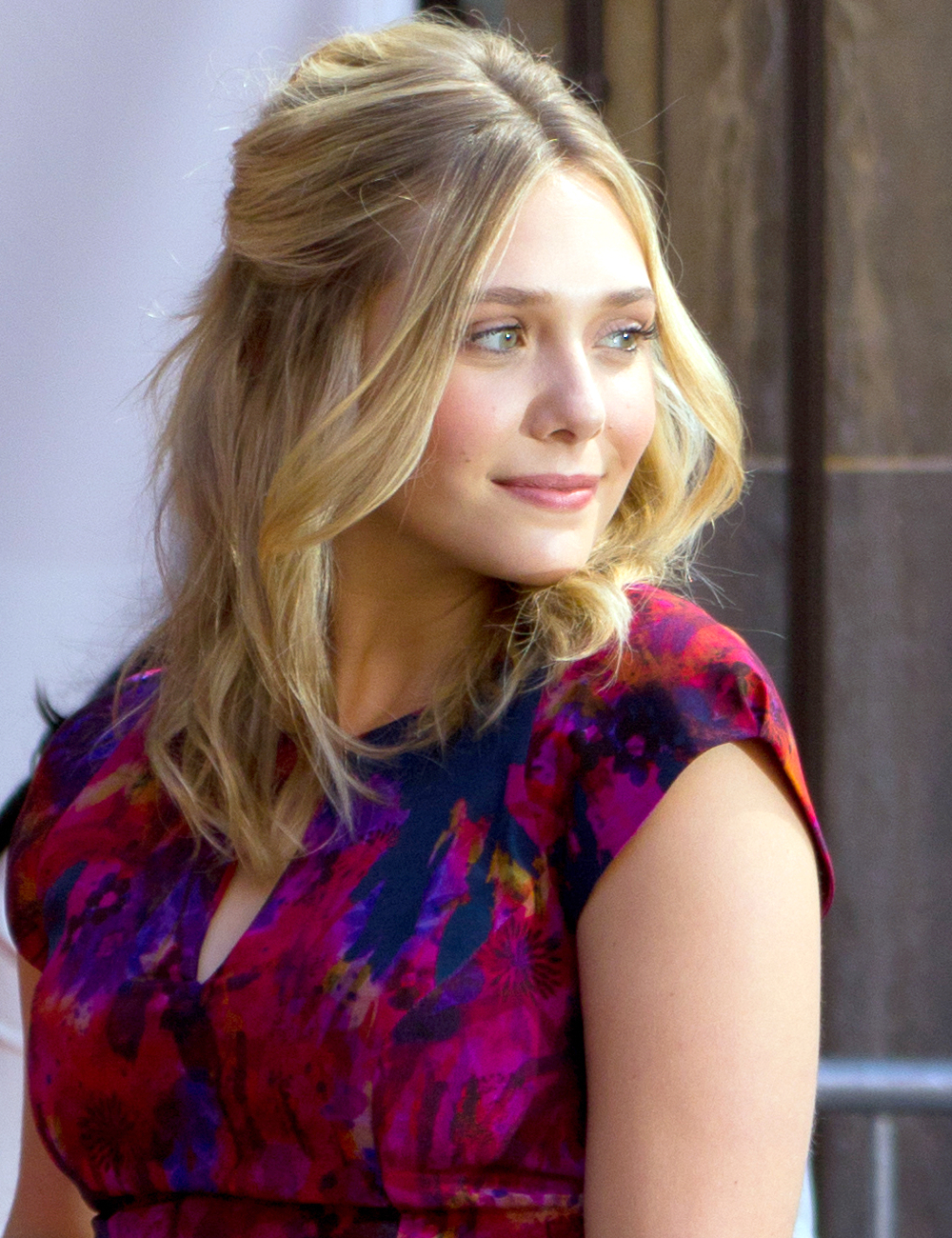
Elizabeth Olsen al Toronto International Film Festival nel 2011

  - 2022 – Candidatura come migliore attrice in una mini-serie o film per la televisione per WandaVision[39]
  - 2024 - Candidatura alla migliore attrice in una miniserie o film per la televisione per Love & Death
- Premi Emmy
  - 2021 – Candidatura alla migliore attrice protagonista in una miniserie o film per la televisione per WandaVision[38]
- Premi BAFTA
  - 2013 – Candidatura alla miglior stella emergente[17]
- Critics' Choice Movie Awards
  - 2012 – Candidatura come miglior attrice protagonista per La fuga di Martha[13]
- Critics' Choice Television Awards
  - 2019 – Candidatura come miglior attrice in una serie drammatica per Sorry for Your Loss[35]
  - 2022 – Candidatura come miglior attrice protagonista in una miniserie o film TV per WandaVision
- Gotham Independent Film Awards
  - 2011 – Candidatura come miglior interprete emergente per La fuga di Martha[12]
- Independent Spirit Awards
  - 2012 – Candidatura come miglior attrice protagonista per La fuga di Martha[14]
- MTV Movie & TV Awards
  - 2018 – Candidatura come miglior combattimento per Avengers: Infinity War (condiviso con Scarlett Johansson, Danai Gurira e Carrie Coon)[47]
  - 2021 – Miglior performance in una serie per WandaVision[48]
  - 2021 – Miglior combattimento per WandaVision (condiviso con Kathryn Hahn)
- Satellite Award
  - 2011 – Candidatura come miglior attrice per La fuga di Martha
- Saturn Award
  - 2012 – Candidatura come miglior attrice per La fuga di Martha[49]
- Teen Choice Awards
  - 2014 – Candidatura come miglior stella emergente in un film per Godzilla[50]
  - 2015 – Candidatura come miglior stella emergente in un film per Avengers: Age of Ultron[51]
  - 2016 – Candidatura come miglior intesa in un film per Captain America: Civil War (condiviso con Chris Evans, Sebastian Stan, Anthony Mackie e Jeremy Renner)[52]
  - 2018 – Candidatura come miglior attrice in un film d'azione per Avengers: Infinity War[53]

## Doppiatrici italiane
Nelle versioni in italiano delle opere in cui ha recitato, Elizabeth Olsen è stata doppiata da:
- Gemma Donati in Peace, Love & Misunderstanding, Avengers: Age of Ultron, Captain America: Civil War, Ingrid va a ovest, Avengers: Infinity War, Avengers: Endgame, WandaVision, Doctor Strange nel Multiverso della Follia, Love & Death, His Three Daughters, The Assessment - La valutazione
- Benedetta Degli Innocenti ne La fuga di Martha, Red Lights, Giovani ribelli - Kill Your Darlings, Godzilla, I Saw the Light, I segreti di Wind River
- Federica De Bortoli in Oldboy, Kodachrome

Come doppiatrice viene sostituita da:
- Gemma Donati in What If...?